# Phyllostachydius
Phyllostachydius är ett släkte av insekter. Phyllostachydius ingår i familjen vårtbitare.
Kladogram enligt Catalogue of Life:
| Phyllostachydius | \| \| Phyllostachydius longipennis \| \| \| \| \| \| Phyllostachydius scops \| \| \| \| |
|                  | \| \| Phyllostachydius longipennis \| \| \| \| \| \| Phyllostachydius scops \| \| \| \| |
|                  | Phyllostachydius longipennis                                                            |
|                  |                                                                                         |
|                  | Phyllostachydius scops                                                                  |
|                  |                                                                                         |